# 李志學 (正德進士)
李志學（1470年—1523年），字遜卿，號雲厓子，河南开封府通許縣人，明朝政治人物。

## 生平
治《詩經》，行三。弘治八年（1495年），由國子生中式乙卯科河南鄉試第六十七名舉人，正德三年（1508年）登戊辰科會試第二百十四名，第三甲第二名進士。考选翰林院庶吉士，授兵部车驾司主事，正德五年八月因涉刘瑾逆案，被劾调外，任真定府通判。後历升户部管粮郎中。正德十三年秋七月，录应州御虏功，升俸一级。官至衢州府知府。嘉靖二年中风而卒，年五十四。

## 家族
曾祖李奉先。祖李循。父李榮，淮府典寶副。前母潘氏、母张氏。永感下，兄俊、仁。子李夢凰，侧室子李夢松。